# 敘利亞-瑪拉巴禮天主教戈德亞姆總教區
敘利亞-瑪拉巴禮天主教戈德亞姆總教區（拉丁語：Archieparchia Kottayamensis）是東儀天主教的一個總教區（敘利亞－瑪拉巴禮），不設下轄教區。

## 歷史
1911年8月29日設立宗座代牧區，1923年12月21日升為教區，2005年5月9日升為總教區。

## 現況
總教區並無轄區，只負責牧養在埃爾訥古勒姆暨安加馬里教省和金格納傑里教省之內的克納納亞族教友。2009年有教友162,818名，佔轄區總人口百分之4.4。由234名司鐸名管理151個堂區。現任總主教為瑪竇·穆拉卡圖。